# Athyridida
Athyridida (Athyrididen) sind ein ausgestorbenes Taxon von Armfüßern (Brachiopoda). Das  spiralige (=helicopegmate) Armgerüst ist bei dieser Gruppe seitwärts gerichtet, das Jugum ist komplex. Die Schale ist impunctat. Sie bilden zusammen mit den Protorthida, Orthida, Rhynchonellida, Pentamerida, Spiriferida, Atrypida und Terebratulida das Taxon Rhynchonellata, das seinerseits zum Unterstamm der Rhynchonelliformea zählt.

## Gattungen
Bekannte Gattungen sind Athyris, Composita, Hyattidina, Meristina, Nucleospira, Stolzenburgiella und Tetractinella.

## Systematik
Die Athyridida können auch (Athyridacea) als Untertaxon der Atrypida betrachtet werden.